# SN 2011jz
SN 2011jz – supernowa typu II P, odkryta 25 listopada 2011 roku w galaktyce E085-G01. W momencie odkrycia, miała maksymalną jasność 18,3m.